# Секретен ключ
Секретен ключ (англ. secret key) представлява таен ключ при симетричен криптографски алгоритъм (като напр. AES-128 и AES-256), който се обменя с криптографски протокол по време на комуникация и се ползва от Изпращача за криптиране на съобщението/правия тект и от Получателя за декриптиране на получената шифрограма със същия ключ.